# Friedrich Philipp Albert Muhrbeck
Friedrich Philipp Albert Muhrbeck, auch Philipp Albert Friedrich Muhrbeck, eigentlich: Friedrich Muhrbeck (* 23. September 1775 in Greifswald; † 28. März 1827 ebenda) war ein deutscher Philosoph und Hochschullehrer.

## Leben
Friedrich (Philipp Albert) Muhrbeck, Sohn des Philosophen Johann Christoph Muhrbeck, besuchte die Greifswalder Stadtschule und studierte ab 1792 an der Universität Greifswald Philosophie sowie Mathematik und Chemie. Im Gegensatz zu seinem Vater, einem Anhänger von Christian Wolff, wurde er ein Anhänger von Immanuel Kant. 1796 erfolgte seine Promotion zum Magister und er wurde Adjunkt an der philosophischen Fakultät. Im selben Jahr ging er an die Universität Jena, um die Vorlesungen von Johann Gottlieb Fichte zu hören. Er trat mit Friedrich Wilhelm Joseph Schelling und Georg Wilhelm Friedrich Hegel in nähere Bekanntschaft. 
In Jena wurde er Mitglied der Gesellschaft der freien Männer. Mit einem Freundeskreis aus dieser Gesellschaft, zu dem Johann Smidt, Johann Friedrich Herbart, Casimir Ulrich Boehlendorff und Johann Erich von Berger gehörten, unternahm er eine Reise in die Schweiz, die ihnen als Land der Freiheit galt. Im Frühjahr 1798 hielt er sich allein mit Boehlendorff, den Spuren Jean-Jacques Rousseaus folgend, vier Wochen auf der St. Petersinsel im Bielersee auf. Im selben Jahr ging er nach Rastatt, wo zu dieser Zeit Friedensverhandlungen zwischen Frankreich und Preußen stattfanden, um sich mit Fritz Horn (1772–1844) und Isaac von Sinclair zu treffen. Durch Sinclair lernte er Friedrich Hölderlin kennen.
Ab 1799 oder 1800 hielt Muhrbeck an der Universität Greifswald Vorlesungen zur Einführung in das Studium der Philosophie sowie zur Logik, Anthropologie, Psychologie und zum Naturrecht. 1814 wurde er außerordentlicher Professor. Wegen seiner schwachen Gesundheit soll er das Angebot einer ordentlichen Professur abgelehnt haben. Muhrbeck gehörte zum engeren Freundeskreis von Ernst Moritz Arndt, der mehrere bedeutende Briefe an ihn richtete. 
Muhrbecks Nachlass gilt als verschollen. Briefe von ihm blieben in den Nachlässen seiner Korrespondenzpartner erhalten.